# 尾崎民大郎
尾崎 民大郎（おざき みんたろう、生没年不詳）とは明治時代の東京の地本問屋である。

## 来歴
尾崎民太郎とも。明治時代に東京府神田区神田江川町12番地において地本問屋を営業している。明治15年（1882年）に小林清親の大判3枚続の錦絵「東京日比谷大観兵式図」を出版したことが知られる。なお『浮世絵の基礎知識』は読みを「おざき たみだいろう」としている。

## 作品
- 尾崎民太郎編『成田山御由来記』1冊 明治16年（1883年）
- 尾崎民太郎画作 『お伽話』9冊 明治19年（1886年） 「ぶんぶく茶釜」、「猿蟹合戦」など
- 尾崎民太郎編『朝鮮電報実記』1冊 明治27年（1894年）
- 尾崎民太郎編『大調煉之図』1冊 明治29年（1896年）